# Wilhelm Vogler
Wilhelm Vogler (ur. 1 marca 1906, zm.?) – zbrodniarz hitlerowski, kierownik administracji w obozie koncentracyjnym Stutthof i SS-Hauptsturmführer.
Członek NSDAP o nr legitymacji partyjnej 15176. Od 1 listopada 1943 do 30 maja 1944 pełnił funkcję kierownika administracji obozu w Stutthofie. Vogler pełnił również służbę w administracji obozu w Bergen-Belsen. W drugim procesie załogi Stutthofu przed Sądem Okręgowym w Gdańsku (31 stycznia 1947) został skazany na 15 lat pozbawienia wolności. 6 września 1955 zwolniony z więzienia.